# Dom Pod Królami

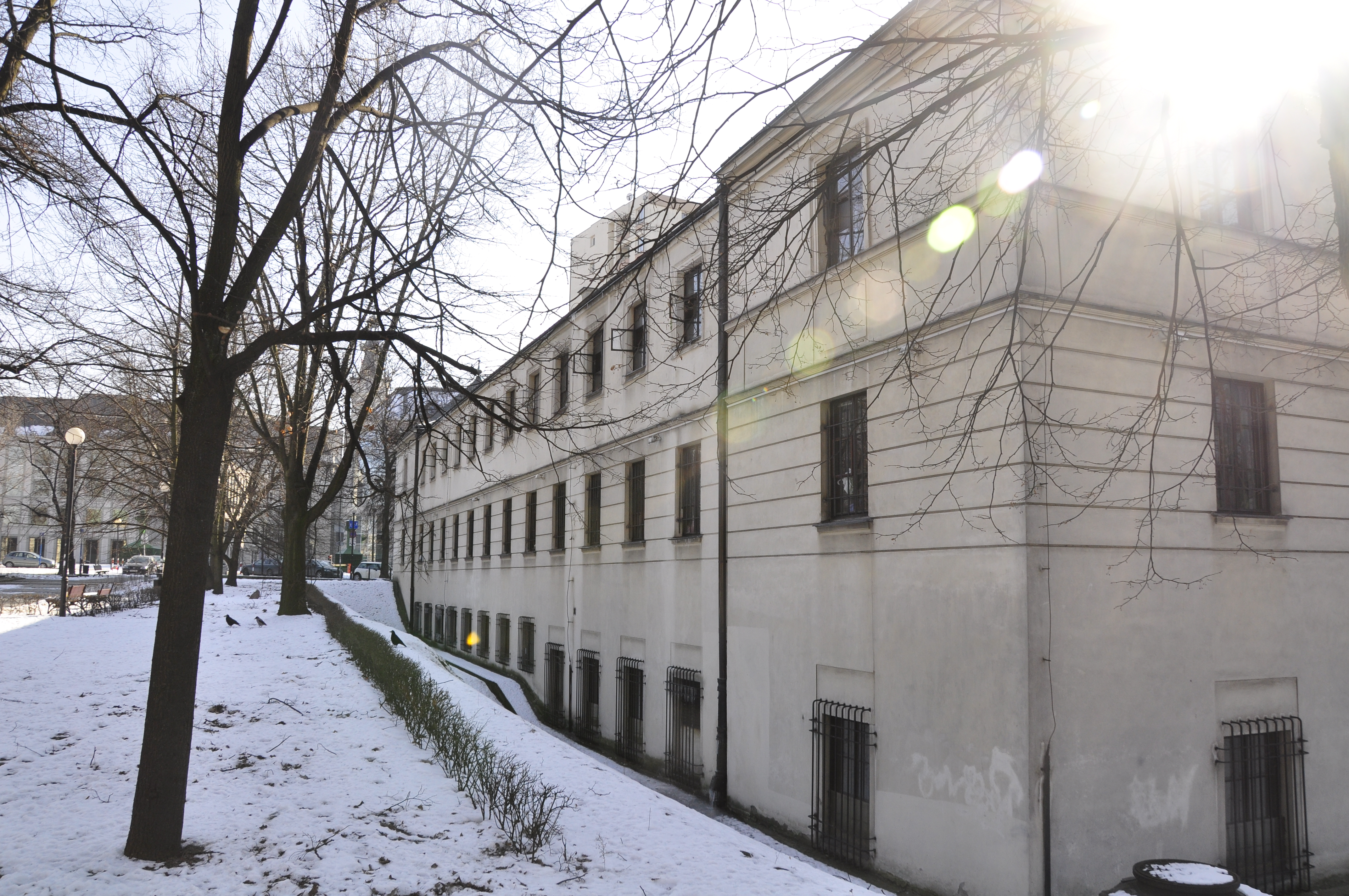
Rückansicht des heute rund zwei Meter im Erdreich stehenden Gebäudes

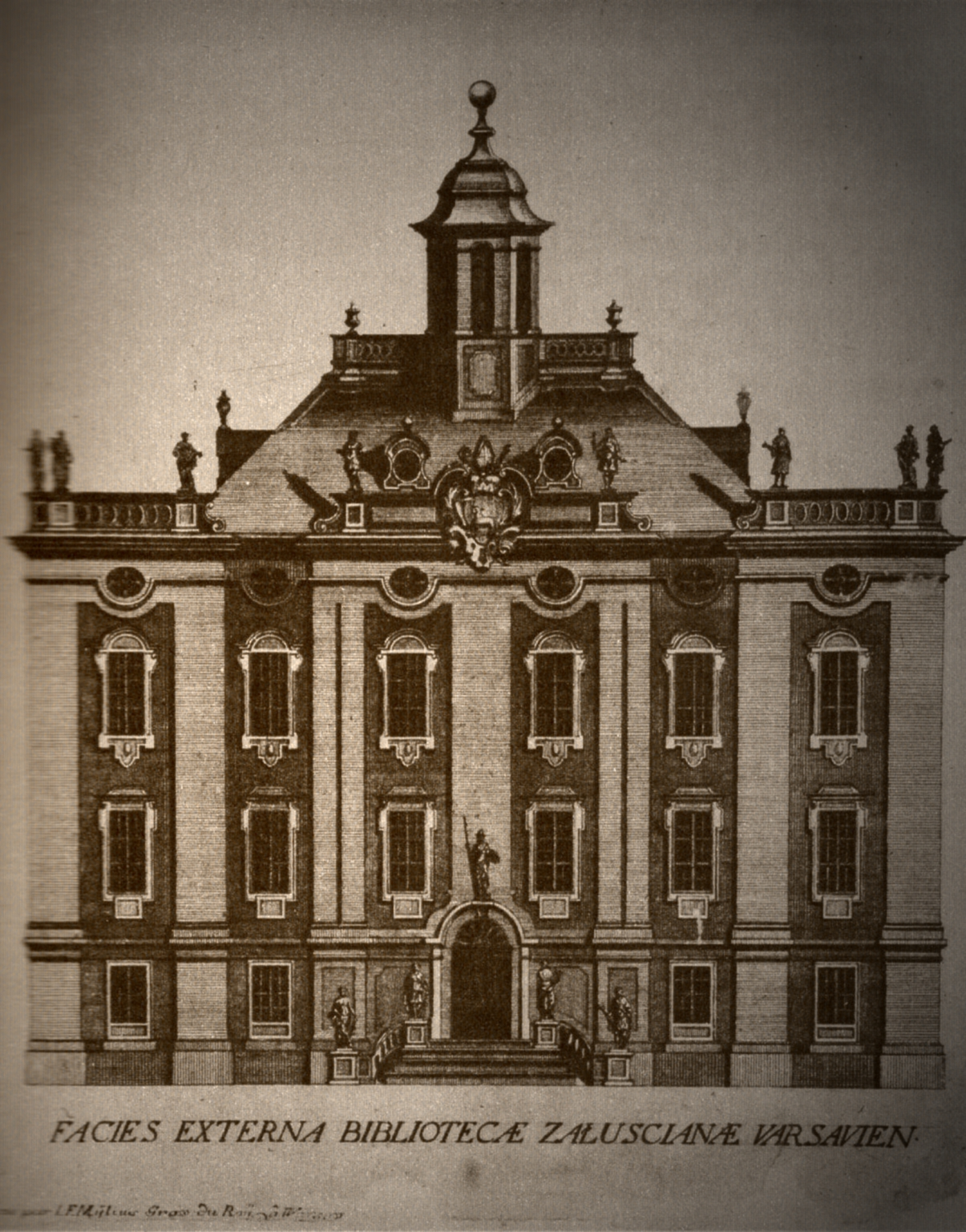
Die Palastfassade auf einem Stich von 1752

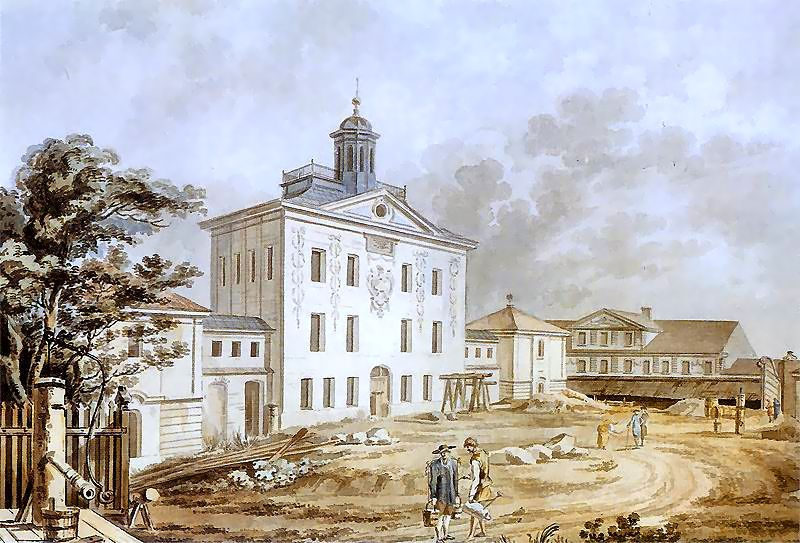
Das Gebäude vermutlich in einem früheren Bauzustand auf einem 1801 entstandenen Gemälde von Zygmunt Vogel

Der Palast Dom Pod Królami (auch Daniłowicz-Palast genannt) im Warschauer Innenstadtbezirk wurde in den 1620er Jahren errichtet. Das Gebäude wird seit Anfang des 20. Jahrhunderts wegen der in die Fassade integrierten Büsten polnischer Herrscher als das „Haus unter den Königen“ bezeichnet. Heute ist das Gebäude in der Hipoteczna-Straße 2 der Sitz der polnischen Urheberrechts-Organisation ZAiKS.

## Geschichte
Der kleine Palast wurde um das Jahr 1621 im Auftrag des Obersten Schatzmeisters der Krone, Mikołaj Daniłowicz aus Żurowa als dessen Wohnhaus gebaut. Im Jahr 1660 kauften die Jesuiten der Provinz Masowien das Anwesen.

### Załuski-Bibliothek
1736 ging es in den Besitz des Bischofs und Großkanzlers der polnischen Krone, Andrzej Stanisław Załuski über, der hier die Büchersammlung seines Bruders Józef Andrzej Załuski unterbrachte. Am 8. August 1747 wurde die öffentliche Załuski-Bibliothek eröffnet. Auf einem kleinen Turm auf dem Dach wurde eine Sternwarte eingerichtet. Die Bibliothek bestand hier bis 1795, dann wurde sie nach dem Zusammenbruch des Kościuszko-Aufstandes im Namen der Zarin Katharina II. beschlagnahmt und auf ihren Befehl in die Zaren-Bibliothek nach St. Petersburg gebracht.
Im Jahre 1807 brannte das Gebäude; es wurde weitgehend zerstört und wieder aufgebaut. Im 19. Jahrhundert war der Besitzer Stanislaw Nowakowski. Im Jahre 1824 entdeckte Nowakowski im Keller Büsten polnischer Herrscher. Nach Komplettierung fehlender Könige ließ er sie – quasi als Fries – in die Außenwände des Gebäudes einfügen. Es handelte sich um die polnischen Herrscher von Władysław IV. Wasa bis zum Herzog Friedrich August I. Später wurde die Büste Friedrich Augusts I., der beim Wiener Kongress  seinen Anspruch auf den polnischen Thron aufgegeben hatte, wieder entfernt und durch eine Marienstatue ersetzt. Seit dem Jahr 1900 wird das Haus wegen dieser (40) Büsten mit seinem jetzigen Namen bezeichnet. Vorher war die Bezeichnung „Daniłowicz-Palast“ üblich.

### Zweiter Weltkrieg
Während des Warschauer Aufstandes wurde der Palast im Jahr 1944 schwer beschädigt. Im Rahmen der Rekonstruktion in den Jahren 1960 bis 1962 wurden die Flügelgebäude in einer älteren Bauversion (auf der Frontseite mit zwei statt drei Stockwerken sowie mit Schmucktürmen in den Ecken) wiederhergestellt. Heute beherbergt das Gebäude den zentralen Sitz der ZAiKS.